# Літературно-мистецька премія імені Олекси Стороженка
Літературно-мистецька премія імені Олекси Стороженка за твори гумору і сатири — заснована 2013 року кількома закладами культури та громадських організацій Ічнянщини. Премію присуджують за гумористичні й сатиричні твори літераторам і митцям, які народилися на Ічнянщині або творчість яких пов'язана з Ічнянщиною та Чернігівщиною.
Благодійний фонд Віталія Шевченка — один із семи співзасновників премії. Цю відзнаку щороку отримує тільки один письменник.

## Умови отримання
Право висування творів на конкурс мають творчі та мистецькі спілки м. Ічні та району, заклади культури, мистецтва, освіти, інформаційного забезпечення, органи місцевого самоврядування, трудові колективи, вуличні та будинкові комітети, збори громадян.
Для участі в конкурсі суб'єкт висування подає заявку, до якої додаються твори (роботи), що висуваються на здобуття премії, у вигляді паперової роздруківки тексту чи в іншій аудіовізуальній формі. Водночас на електронну адресу оргкомітету надсилається електронний документ, що дозволяє ознайомлюватися з конкурсною роботою та оцінювати її. Документи і матеріали оформляються українською мовою.
Подання творів проводиться щороку з 1 серпня до 15 вересня. Лауреат премії оголошується щороку з 5 до 20 листопада. Переможцю конкурсу вручаються диплом лауреата літературно-мистецької премії імені Олекси Стороженка та нагрудний знак лауреата, а також грошова премія, розмір якої визначається оргкомітетом за пропозицією засновника (співзасновників). Відзначення лауреатів проводиться публічно і пов'язується з датами життя Олекси Стороженка — 24 листопада (день народження) і 6 листопада (день смерті).

## Лауреати
Перші лауреати премії ім. О. Стороженка:
- Сергій Бублик, лікар (м. Київ) — за книжки гумору і сатири «Теревені під витівки», «Трапунок у Радьківці»;
- Олександр Гаврись, аграрник (с. Грабів) — за книжку гумору «І таке буває» та публікації гумористичних творів (байки і гуморески) у періодичних виданнях;
- Андрій Євса, письменник, перекладач (м. Одеса) — за переклади англійською мовою гумористичних оповідань О. Стороженка та С. Васильченка;
- Микола Зеленський, педагог — за гумористичні твори, опубліковані в альманасі «Ічнянська криниця» та газеті «Трудова слава»;
- Олександр Климіша, письменник, журналіст (м. Прилуки) — за збірки гумористичних творів «Магічна сила», «Вечеря з сюрпризами», «Совість під наркозом» та численні публікацій в періодичних виданнях;
- Микола Клочко, письменник (м. Ічня) — за збірки афоризмів «Афоризми» і «Афоризми-2» та публікації гумористичних творів у періодичних виданнях;
- Віра Любимова, народна артистка України (м. Київ) — за виконання протягом трьох десятиліть (1950—1970 рр.) ролі Одарки в опері «Запорожець за Дунаєм» на сцені Київського театру опери і балету ім. Т. Шевченка;
- Олександр Петькун, письменник і журналіст (м. Київ) — за книжку гумору «На меридіанах сміху»;
- Микола Сльозка, народний артист України (м. Одеса) — за виконання ролей Шельменка («Шельменко-денщик»), Омелька («Мартин Боруля»), Стоножка («97») та інших дійових осіб класичного українського репертуару в Одеському академічному українському музично-драматичному театрі;
- Микола Смілик, журналіст, фотохудожник (м. Ічня) — за гумористичні жанрові фотороботи з життя земляків, представлені на всеукраїнських і міжнародних фотовиставках та опубліковані в фотоальбомах і періодичних виданнях;
- Семен Стельмах, театральний режисер і актор-аматор (м. Ічня) — за постановку та виконання комедійних ролей у виставах «Весілля в Малинівці», «Сватання на Гончарівці» та інших в Ічнянському народному драматичному театрі;
- Віталій Шевченко, письменник і журналіст (м. Київ) — за книжку іронічних оповідань і новел «Причинна проза»;
- Станіслав Шевченко, письменник і журналіст (м. Київ) — за книжку гумору «Ідіть у баню»;
- Антон Штепа, різьбяр, заслужений майстер народної творчості (с. Сваричівка) — за дерев'яні скульптури з українського побуту;
- Михайло Свинчак, інженер (м. Ічня) — за гуморески, опубліковані в періодиці.

У 2015 лауреатом нагороди став — письменник і журналіст газети «Деснянська правда», президент Міжнародної літературно-мистецької академії України Сергій Дзюба. Його відзначено за книжки пародій: «Любов з тролейбусом», «Зима така маленька, мов японка» та «Кожній жінці хочеться… на Марс».